# Língua javanesa

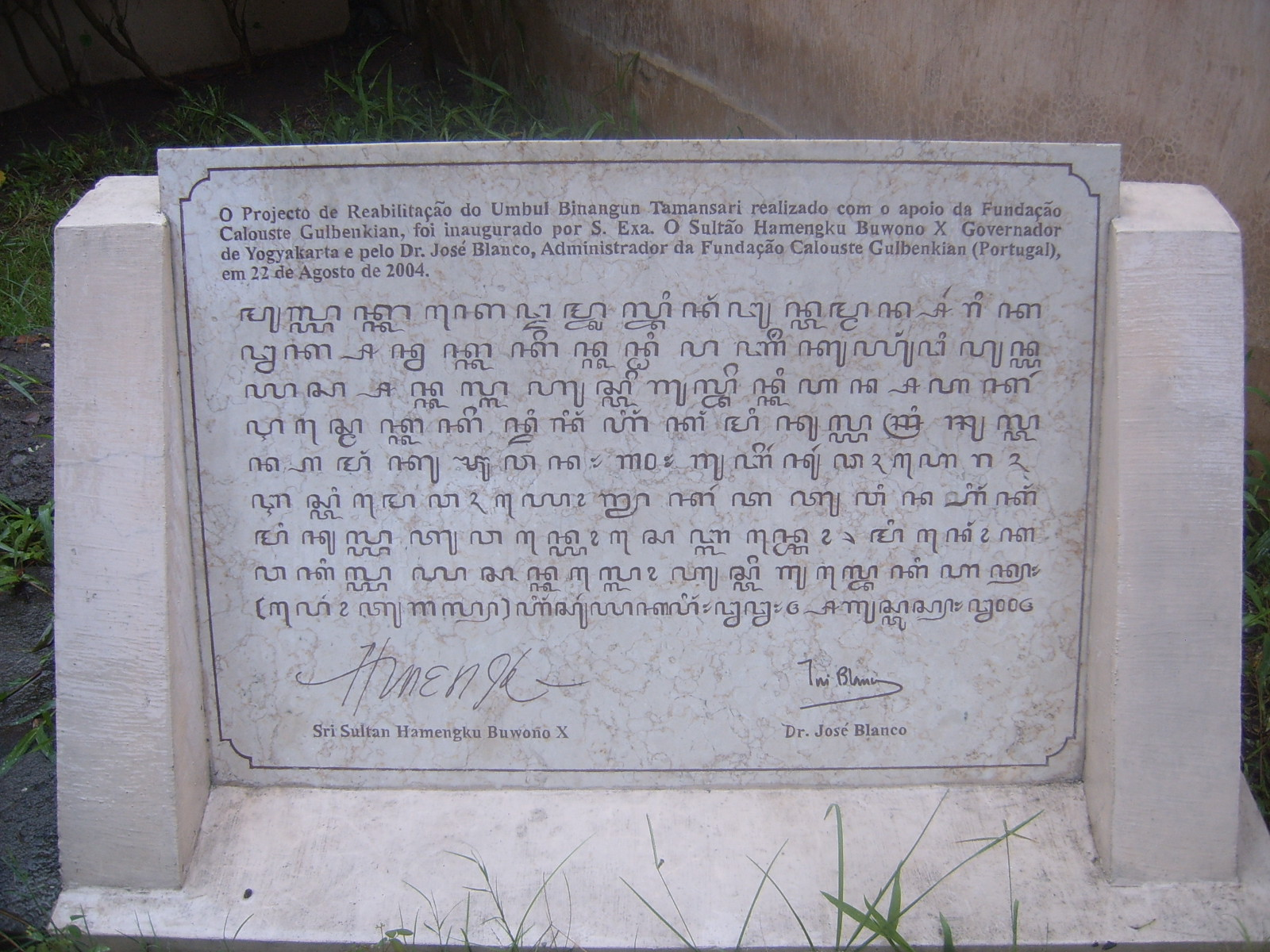
Um texto bilíngue em português e javanês.

Javanês é a língua falada pela maioria dos habitantes da Ilha de Java, e uma das línguas oficiais da Indonésia, sendo a língua materna de mais de 75 milhões de pessoas.
O javanês faz parte das línguas austronésias assim como o malaio e o indonésio. Além da ilha de Java é falada também em menor número em outras ilhas do sudeste asiático, como Timor, bem como em áreas de imigração javanesa, como no caso de Suriname.
A escrita javanesa é específica do sudeste asiático, apesar de ser usado às vezes o alfabeto árabe e romano. Os diversos aspectos desta escrita são visíveis em textos epigráficos, sendo o mais antigo, uma inscrição redigida em sânscrito (língua sagrada da Índia), encontrada em Caugal, no centro da ilha de Java, datada de 6 de outubro de 732. Uma outra inscrição de 28 de novembro de 760, realizada com a ajuda de um alfabeto diferente, foi encontrada no leste da mesma ilha, em Dinaya. Ela representa o primeiro elemento de uma série de documentos epigráficos cuja forma, após diversas alterações, condicionou os caracteres tipográficos modernos dos alfabetos orientais de Java.
Esta escrita possui uma particularidade que consiste na introdução, no princípio ou no interior de algumas palavras, de letras comparáveis às maiúsculas dos alfabetos latinos e que se destinam unicamente a conferir a estas palavras um carácter honorífico e respeitável.